# Hering-Breuer-Reflex
Der Hering-Breuer-Reflex oder Lungendehnungsreflex ist die reflektorische Begrenzung der Inspiration, wenn die Ausdehnung der Lunge ein gewisses Maß überschreitet. Die Lungendehnungsafferenzen laufen dabei im Nervus vagus. Durch reflektorische Hemmung der inspiratorischen Neurone des Atmungszentrums wird eine Überdehnung der Lungenbläschen (Alveolen) verhindert und die Atemarbeit ergonomisch gestaltet (durch Einleitung einer Exspiration). Der Hering-Breuer-Reflex dient dabei nicht der Aufrechterhaltung einer rhythmischen Spontanatmung, er hilft mit, die Atemtiefe den jeweiligen Bedingungen anzupassen.
Aktuelle klinische Bedeutung hat der Hering-Breuer-Reflex bei der Behandlung des Schlaf-Apnoe-Syndroms. Dieses wird häufig mit einer Überdrucktherapie (am häufigsten nCPAP) behandelt, um den kollabierenden Rachenraum offen zu halten. Dabei kommt es in der Lunge zu erhöhten Drücken, die bei einem Teil der Patienten den Hering-Breuer-Reflex auslösen und zur reflektorischen Hemmung des Atemzentrums führen (zentrale Apnoe).
Der Hering-Breuer-Reflex wurde nach seinen Entdeckern benannt, dem österreichischen Internisten Josef Breuer und dem deutschen Physiologen Ewald Hering.
siehe auch: Formatio reticularis